# Morostoma
Morostoma is een geslacht van kevers uit de familie  
kniptorren (Elateridae).
Het geslacht is voor het eerst wetenschappelijk beschreven in 1879 door Candèze.

## Soorten
Het geslacht omvat de volgende soorten:
- Morostoma cottai Fairmaire, 1901
- Morostoma longicorne Fleutiaux, 1929
- Morostoma madagascariense Fleutiaux, 1929
- Morostoma nitidum Fleutiaux, 1929
- Morostoma palpale Candèze, 1879
- Morostoma sicardi Fleutiaux, 1929
- Morostoma subdepressum Fleutiaux, 1907
- Morostoma testaceipenne Candèze, 1893